# Drimnagh
Drimnagh es un suburbio de Dublín, Irlanda, situado en la zona sur de la ciudad de Walkinstown, Crumlin e Inchicore, bordeando el Canal Grand de Irlanda. (el Magnífico canal).

## Historia medieval
El nombre Drimnagh deriva de la vieja palabra irlandesa druimneach que significa tierras surcadas. Las tierras de Drimnagh les fueron quitadas a los nativos por Strongbow quien se las entregó a la familia Barnwell. Los Barnwell llegaron a Irlanda en 1167 con Strongbow y se asentaron en Berehaven en Munster. Los nativos de la provincia rápidamente atacaron su casa y mataron a la familia excepto a un joven llamado Hugo de Barnwell. Al joven le entregaron las tierras de Drimnagh como compensación. Las tierras y el castillo se consideraron lugares seguros al estar suficientemente lejos de las montañas de Dublín, las cuales consistían en fortalezas de los nativos de la isla.
- Datos: Q693683
- Multimedia: Drimnagh / Q693683